# Ida A. Bengtson
Ida Albertina Bengtson (1881-1952) est une bactériologiste américaine, connue pour ses travaux sur les organismes anaérobie. En 1919, elle est la première femme à travailler au Service de santé publique des États-Unis.

## Jeunesse
Ida Bengtson, fille d'immigrants suédois, est née à Harvard dans le Nebraska, en 1881. Elle fréquente l'Université du Nebraska, où elle obtient des diplômes en mathématiques et en langues en 1903,.

## Début de carrière
Après avoir obtenu son diplôme, Ida Bengtson commence à travailler à la bibliothèque de l'U.S. Geological Survey. Trouvant ce travail peu intéressant, elle en parle à un ami proche qui l'encourage à reprendre des études. En 1911, elle s'inscrit à l'université de Chicago pour étudier la bactériologie, et obtient sa maîtrise en 1913 puis son doctorat en 1919. Tout en étudiant, elle travaille également comme bactériologiste au département de la santé de Chicago en 1915. En 1916, elle est la première femme embauchée au laboratoire d'hygiène du service de santé publique des États-Unis, qui fera plus tard partie des National Institutes of Health,. Elle ouvre la voie à l'embauche d'autres femmes scientifiques au sein des NIH et travaille aux côtés d'autres femmes influentes, comme Alice Evans, qui a ensuite été la première femme présidente de la Society of American Bacteriologists.

## Principales contributions

### Typhus
Après son embauche au NIH, elle contribue à découvrir que l'épidémie de tétanos de 1917, qui sévissait dans tous les États-Unis, pouvait être attribuée à un lot de scarificateurs de vaccins contaminés. Après cette découverte, Bengtson approfondit ses recherches sur les maladies infectieuses qui se manifestaient dans diverses communautés des États-Unis. Ces recherches comprenaient la production d'un vaccin contre le typhus, et peut-être la contribution la plus importante de sa carrière : le test de fixation du complément. Ce test a conduit à des découvertes révolutionnaires en ce qui concerne la détection de la différenciation de maladies telles que la fièvre boutonneuse des montagnes Rocheuses et la fièvre Q.

### Clostridium botulinum
La réalisation scientifique la plus importante de Bengtson concerne un organisme appelé Clostridium botulinum, qui provoque une maladie paralysante chez le poulet. Cet organisme a été reconnu et isolé pour la première fois en 1895 par Émile van Ermengem à partir d'un jambon mal cuit qui provoqua une épidémie de botulisme. L'isolat a été initialement nommé Bacillus botulinus, d'après le mot latin pour saucisse, botulus. L'empoisonnement par la saucisse " était un problème courant dans l'Allemagne du XVIIIe siècle et du XIXe siècle, et était très probablement causé par le botulisme. Cependant, les isolats provenant de foyers ultérieurs se sont toujours révélés être des spores anaérobies, et Bengtson a donc proposé que l'organisme soit placé dans le genre Clostridium, le genre Bacillus étant limité aux bâtonnets spores aérobies.

### Trachoma
Sur la base de son travail avec l'US Public Health Service (USPHS), aujourd'hui les National Institutes of Health (NIH), elle est transférée à Rolla, dans le Missouri, pour commencer à étudier la pandémie de trachome qui était particulièrement répandue dans la région de l'Alabama, du Missouri, du Tennessee et de l'Oklahoma. Elle arrive à Rolla en 1924 et s'installe dans le laboratoire de biologie de la Missouri School of Mines (MSM, aujourd'hui Université des sciences et technologies du Missouri (en)), au sous-sol de Parker Hall.
Bengtson dirige l'hôpital du trachome à Rolla, l'un des quatre seuls du pays à l'époque. Il se trouvait dans une petite maison à ossature de bois sur Elm Street, mais il est vite devenu trop petit pour traiter toutes les personnes qui avaient besoin d'un traitement. Après le départ de Bengtson de Rolla en 1931, un nouvel hôpital pour trachome est construit en 1939, et il abrite aujourd'hui le Rock Mechanics and Explosives Research Center sur le campus de l'université.
Pendant le peu de temps qu'elle a passé à Rolla, Bengtson a travaillé avec des animaux et plus de 1 500 patients humains pour isoler la bactérie responsable de la maladie débilitante. Elle a ralenti la progression de la maladie chez plus de 1 000 personnes et, selon le Kansas City Star, Bengtson a « fait de Rolla le principal front de bataille américain dans la guerre contre » le trachome.

### Toxines
Elle est également connue pour avoir préparé, en 1935-1936, la norme pour les toxines et les anti-toxines de la gangrène gazeuse. L'un des autres intérêts de recherche de Bengtson était le typhus, un intérêt extrêmement dangereux et elle, comme beaucoup d'autres chercheurs sur le typhus, a fini par contracter la maladie, bien qu'elle se soit complètement rétablie. Son chapitre sur la famille des "Rickettsiaceae" est apparu dans la sixième édition de l'influent Bergey's Manual of Determinative Bacteriology après sa retraite officielle. Elle a reçu la médaille du typhus de l'American Typhus Commission en 1947.

## Décès
Après trente ans de carrière, elle prend sa retraite en 1946. Elle meurt en 1952.